# Ioana Băsescu
Ioana Băsescu (n. 5 august 1977, Constanța, Jud. Constanța) este fiica cea mare a fostului președinte al României, Traian Băsescu. Este de profesie notar.

## Averea
Ioana Băsescu primește, ca o donație de la tatăl său, o vilă pe Șoseaua București-Ploiești (300 de metri pătrați de construcție și 722 de metri pătrați de grădină) în anul 2003. Ea fusese cumpărată de acesta de pe piața liberă cu 280 000 dolari în data de 21.10.2002.  
Ioana Băsescu și-a cumpărat un apartament de 410 metri pătrați în valoare de 700 000 euro (fără finisaje) în cartierul Băneasa. Întrebată de unde a avut bani, ea a declarat că a achiziționat apartamentul din vânzări anterioare. Referirea era la vila din Corbeanca, cu o suprafață de peste 300 de metri pătrați, care însă valora doar 320.000 de euro în 2006 și care fusese vândută după divorțul său.
Ioana Băsescu a susținut că banii săi provin din activitatea de notar și din asocierea cu o franciză de trabucuri și alte produse din tutun.

## Controverse
În mai 2017, procurorii DNA au trimis-o în judecată la instanța supremă pe Ioana Băsescu, pentru instigare la delapidare și instigare la spălarea banilor, în dosarul finanțării campaniei prezidențiale din 2009. Curtea de Apel București a condamnat-o la 2 martie 2021 la cinci ani de închisoare, decizia nefiind definitivă.

## Viața personală
Ioana Băsescu este fiica cea mare a fostului președinte al României, Traian Băsescu. Are o soră mai mică, Elena Băsescu.
Pe 1 iunie 2014 Ioana Băsescu s-a căsătorit cu avocatul Radu Pricop, în discreție, ceremonia civilă având loc la Primăria Azuga, în prezența părinților celor doi și a nașilor. După căsătorie cei doi soți și-au păstrat numele de familie.
Pe 14 noiembrie 2014 Ioana a născut primul său copil, un băiețel care a fost numit Radu. El a fost botezat pe 20 decembrie.